# Bolesław Marschall
Bolesław Marschall (geboren am 20. Juni 1938 in Toruń (Thorn); gestorben 29. März 2023) war ein polnischer Bildhauer.

## Leben

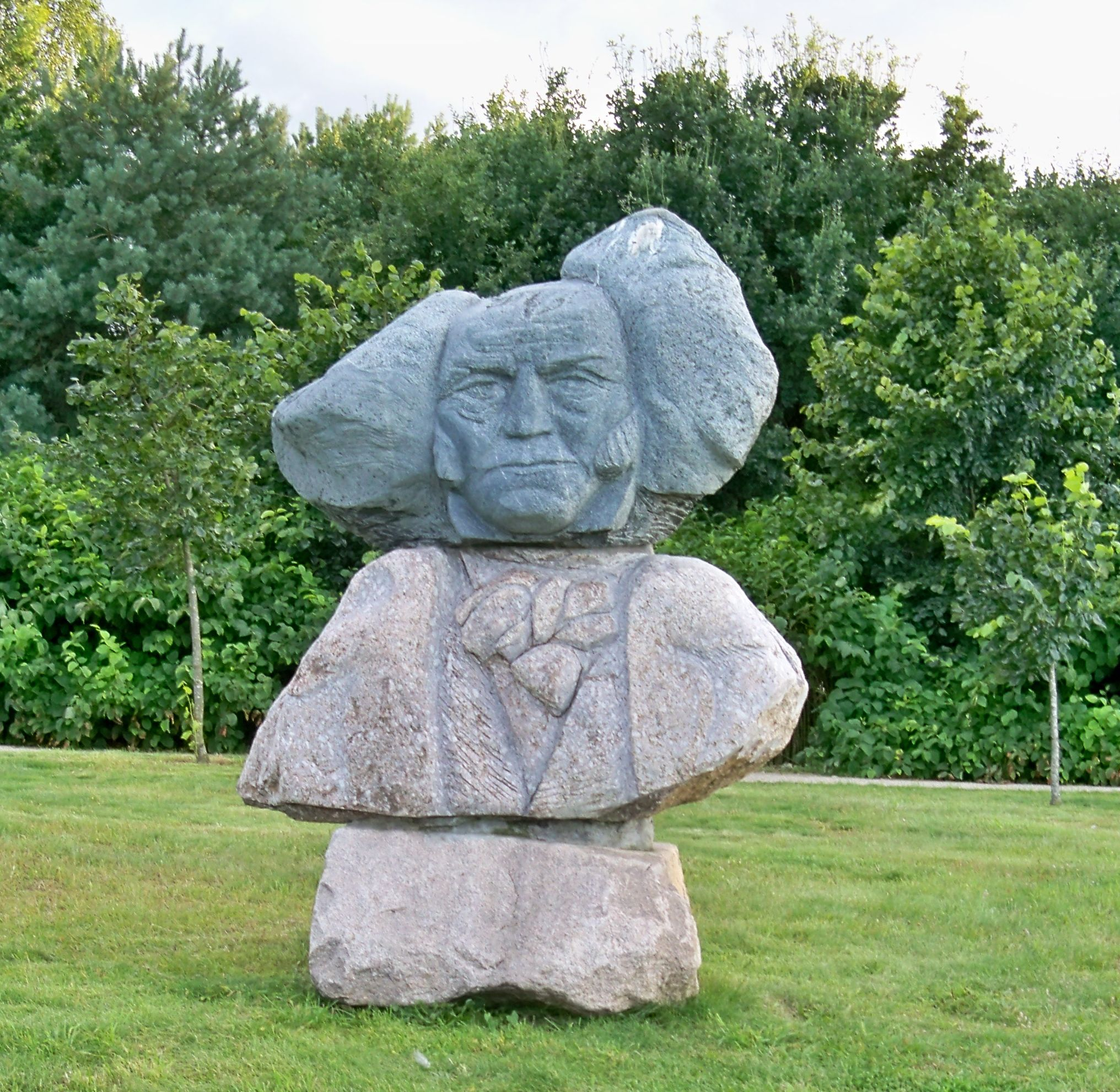
Schopenhauer-Denkmal in Gdańsk von Bolesław Marschall

Marschall wurde am 20. Juni 1938 in Toruń geboren. Sein Studium der Bildhauerei bei Stanisław Horno-Popławski an der Staatlichen Hochschule für Bildende Künste in Gdańsk (Danzig) schloss er 1962 mit dem Diplom ab. Zusätzlich studierte er Architektur- und Bildhauereidesign in der Werkstatt von Adam Smolana. Ab 1963 lebte Marschall in Olsztyn (Allenstein). 1972 zog er nach Reszel (Rößel). Hier übernahm er im Auftrag des Kulturvereins „Pojezierze“ und des Museums für Ermland und Masuren die Schlossverwaltung und baute im Schloss Reszel gemeinsam mit seiner Ehefrau Jolanta ein Zentrum für europäische Kunst mit regelmäßigen Ausstellungen, Konzerten, Theateraufführungen, wissenschaftlichen Konferenzen sowie den Reszeler Kunsttagen auf. Bolesław Marschall war der Vater des Künstlers Maciej Marschall, der sich auf das Schweißen von Metallskulpturen spezialisiert hat.

## Künstlerisches Schaffen

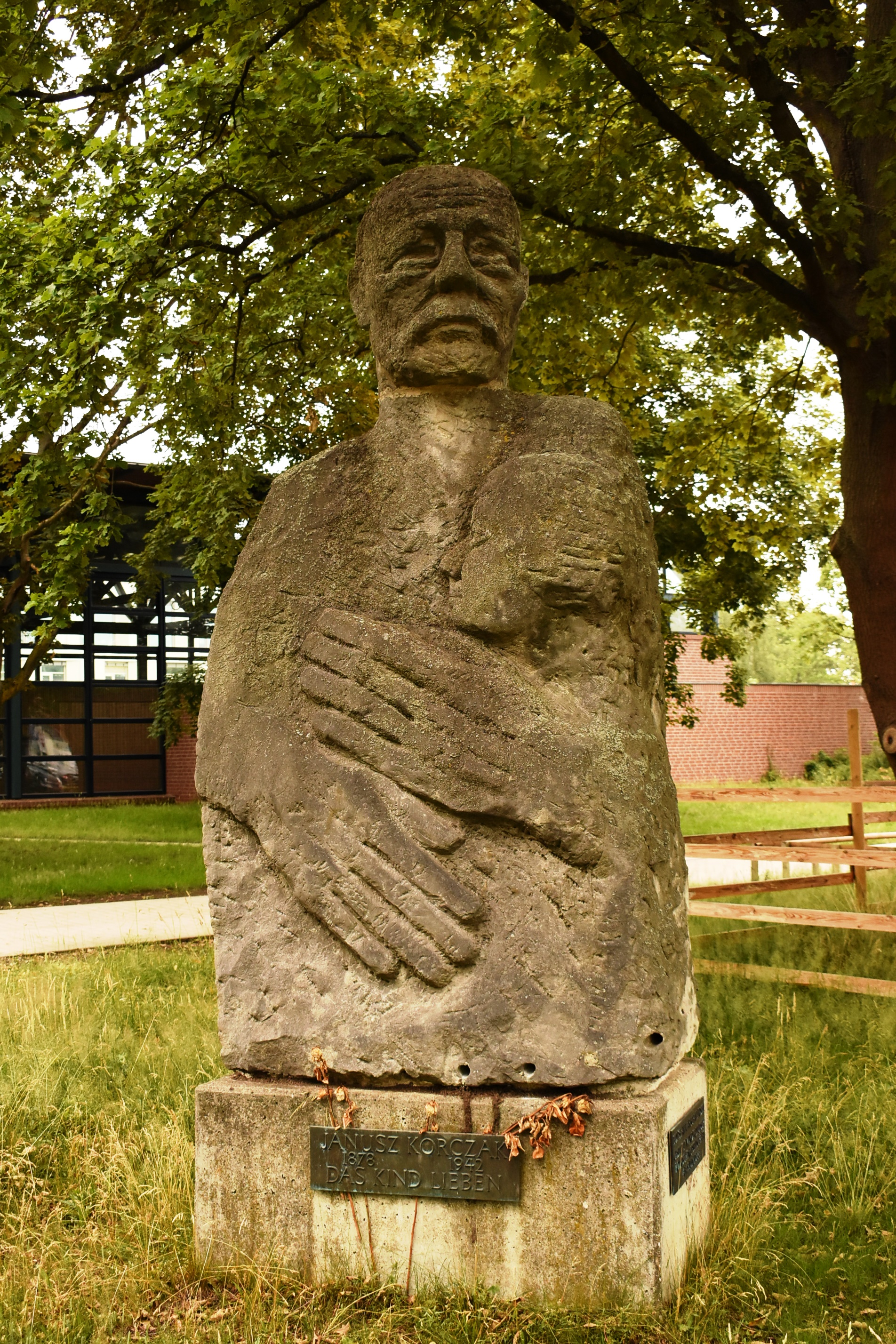
Janusz-Korczak-Denkmal in Hannover von Bolesław Marschall

Marschall arbeitete vor allem mit Sandstein. Zahlreiche Skulpturen schuf er zum Gedenken an den polnischen Pädagogen und Kinderarzt Janusz Korczak. Eine der Korczak-Skulpturen befindet sich heute in Gießen, eine andere in Hannover; eine weitere Korczak-Skulptur ist im Besitz der Korczak-Gesellschaft in Paris. Mehrere Skulpturen widmete Marschall dem Astronomen Nikolaus Kopernikus, als sich 1973 dessen Geburtstag zum 500. Mal jährte. Drei dieser Werke sind in Polen verblieben, eines ist in Philadelphia (USA) zu sehen. In vielen Werken setzte Marschall Motive von Opfern und Widerstand im Zweiten Weltkrieg in Polen künstlerisch um. So schuf er beispielsweise 1972 ein Sandsteindenkmal zur Erinnerung an den Befreiungskampf von Ermland und Masuren. Das Denkmal wurde an Stelle des deutschen Volksabstimmungsdenkmals im Jakubowo-Park in Olsztyn aufgestellt. Von Marschall stammen außerdem eine Reihe privater Grabdenkmäler sowie Skulpturen bekannter Persönlichkeiten, darunter Ignacy Paderewski, Józef Piłsudski und Arthur Schopenhauer. Die 2008 während des XXVII. kaschubischen Granitskulpturen-Workshops geschaffene Skulptur von Arthur Schopenhauer ist heute Teil der Ausstellung Große Danziger im Reagan-Park in Gdańsk.

## Mitgliedschaften
Marschall war seit 1963 Mitglied der Olsztyner Abteilung des Verbandes polnischer Bildhauer.

## Auszeichnungen
- 1965 – Nagroda Ministra Kultury i Sztuki (Auszeichnung des Ministers für Kultur und Kunst)[2]
- 1996 – Laureat konkursu „Gazety Olsztyńskiej Złota Dziesiątka” (Preisträger des Wettbewerbs „Gazeta Olsztyńska Goldene Zehn“.)
- 1997 – Nagroda imienia Biskupa Ignacego Krasickiego (Bischof Ignacy Krasicki-Preis)
- 2009 – Odznaka „Za Zasługi dla Województwa Warmińsko-Mazurskiego” (Abzeichen „Für Verdienste um die Woiwodschaft Ermland-Masuren“)